# Flash and Circle

Flash and Circle.

El Flash and Circle (anglès: llamp i cercle) és el segon i més conegut símbol de la Unió Britànica de Feixistes. Abans de fer servir aquesta simbologia, el BUF havia utilitzat les fasces del feixisme italià de Benito Mussolini. Significa "acció en la unitat".
El National Renaissance Party dels Estats Units d'Amèrica van adoptar aquest símbol, en lloc de l'esvàstica emprada pel seu fundador James H. Madole, per a les pancartes i els braçalets que duien.
Els oponents polítics d'esquerres del BUF parodiaven el símbol anomenant-lo "the flash in the pan" o "el llamp a la paella". El "Flash and Circle" és molt semblant, tant en simbologia com en color, a les insígnies del Partit d'Acció Popular de Singapur. En aquest cas, representa "acció en la unitat social/racial", diferint de manera subtil del missatge del BUF. El seu fons blanc representa puresa en pensament i fet.